# Nakajima E8N
De Nakajima E8N (Japans: 九五式水上偵察機, Gjúgo-šiki suidžó teisacuki) was een Japans watervliegtuig in dienst van de Japanse Keizerlijke Marineluchtmacht, dat op vracht- of oorlogsschepen, vooral op kruisers en slagschepen, was gestationeerd. Het vliegtuig kon opstijgen vanaf schepen, met behulp van een katapult. De landing moest op het water plaatsvinden. Ook vanaf het water kon het toestel opstijgen. De E8N1 en/of E8N2 Type 95 was een eenmotorige en tweepersoons tweedekker met een grote centrale hoofdvlotter onder het vliegtuig en twee kleinere drijfvlotters onder de vleugel. Het diende als verkenningsvliegtuig in de Tweede Chinees-Japanse Oorlog vlak voor de Tweede Wereldoorlog. Tijdens de Pacifische Oorlog was het bekend bij de geallieerden onder de codenaam Dave. 

## Ontwerpen en ontwikkeling
De Nakajima E8N werd ontwikkeld door Nakajima Hikōki (Engels:Nakajima Aircraft) als vervanging van het Nakajima E4N-watervliegtuig en was essentieel een evolutieontwikkeling van het vroegere type. Zeven prototypes werden geconstrueerd, onder de compagnieonderschrift MS. De eerste proefvlucht was in maart 1934. De eerste proefvlucht was in maart 1934. Het toestel moest het opnemen in operationele "trials" tegen vliegtuigen van Aichi en Kawanishi.

## Operationele geschiedenis
De MS werd in productie genomen, totaal werden 755 E8N's gebouwd door Nakajima and Kawanishi, productie ging door tot 1940. Het vliegtuig kreeg de operationele naam Navy Type 95 Verkennigswatervliegtuig Model 1 in oktober 1935 en werd gestationeerd  aan boord van grote schepen die toen in dienst waren, zoals op 16 kruisers en 5 vliegtuigmoederschepen.
Het werd succesvol gebruikt en ingezet in de Tweede Chinees-Japanse Oorlog, niet alleen voor verkenningsvluchten, maar ook voor (duik)bombardementen.
Verscheidene watervliegtuigen bleven in dienst bij de vloot, tijdens het uitbreken van de Pacifische oorlog in de Stille Oceaan. Het werd echter weldra vervangen door de modernere Aichi E13A en Mitsubishi F1M. Resterende vliegtuigen werden gebruikt voor tweederangstaken, zoals verkenningstaken en de aanval op bijna onbewapende gronddoelen of geallieerde vrachtschepen. 

## Nakajima E8N "Dave"
- Fabrikant: Nakajima Aircraft Company, Japan
- Eerste proefvlucht: 1934
- In dienst gesteld: 1935
- Geproduceerd: oktober 1935-1940
- Aantal gebouwd: 755 stuks

### Algemene gegevens
- Maximumsnelheid: 301 km/u
- Kruissnelheid: 186 km/u
- Vleugellast: 71,10 kg/m²
- Klimbereik tot 3.000 m hoogte: 6 min. 31 sec.